# Иствуд (Мичиген)
Иствуд (енгл. Eastwood) насељено је место без административног статуса у америчкој савезној држави Мичиген.

## Демографија
По попису из 2010. године број становника је 6.340, што је 75 (1,2%) становника више него 2000. године.
| Група             | 2000.         | 2010.         |
| Белци             | 4.596 (73,4%) | 3.794 (59,8%) |
| Афроамериканци    | 1.207 (19,3%) | 1.797 (28,3%) |
| Азијати           | 52 (0,8%)     | 46 (0,7%)     |
| Хиспаноамериканци | 226 (3,6%)    | 381 (6,0%)    |
| Укупно            | 6.265         | 6.340         |